# Limenitis nigerrima
Limenitis nigerrima är en fjärilsart som beskrevs av Charles Oberthür 1914. Limenitis nigerrima ingår i släktet Limenitis och familjen praktfjärilar. Inga underarter finns listade i Catalogue of Life.